# Curt Glaser

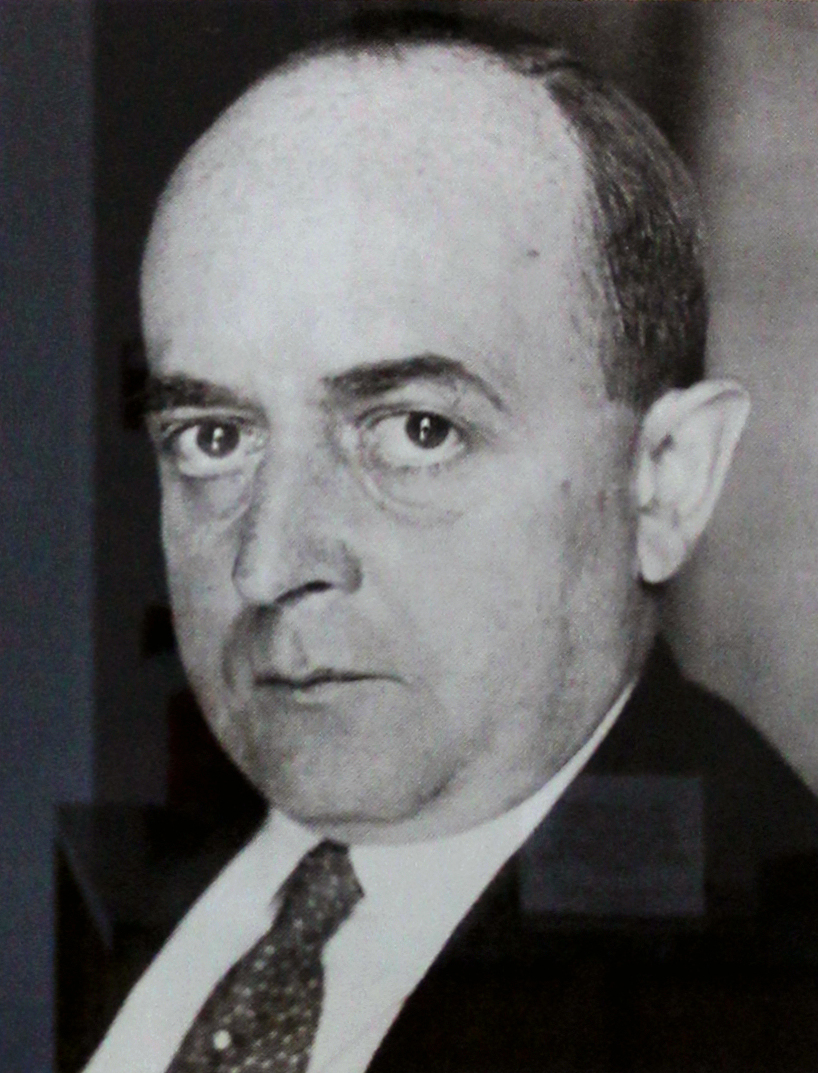
Curt Glaser

Curt Glaser (* 29. Mai 1879 in Leipzig; † 23. November 1943 in Lake Placid, New York, USA) war ein promovierter Arzt, deutsch-jüdischer Herkunft und promovierter Kunsthistoriker. Der Kunstsammler und Direktor der Staatlichen Kunstbibliothek Berlin gilt als einer der wichtigsten Akteure im Kulturbetrieb der Weimarer Republik. Er wurde von den Nationalsozialisten zur Emigration getrieben, verlor seine Stelle, seine Dienstwohnung und musste 1933 in Berlin den Großteil seines Kunstbesitzes verkaufen. 1941 wurde ihm die deutsche Staatsbürgerschaft entzogen.

## Leben

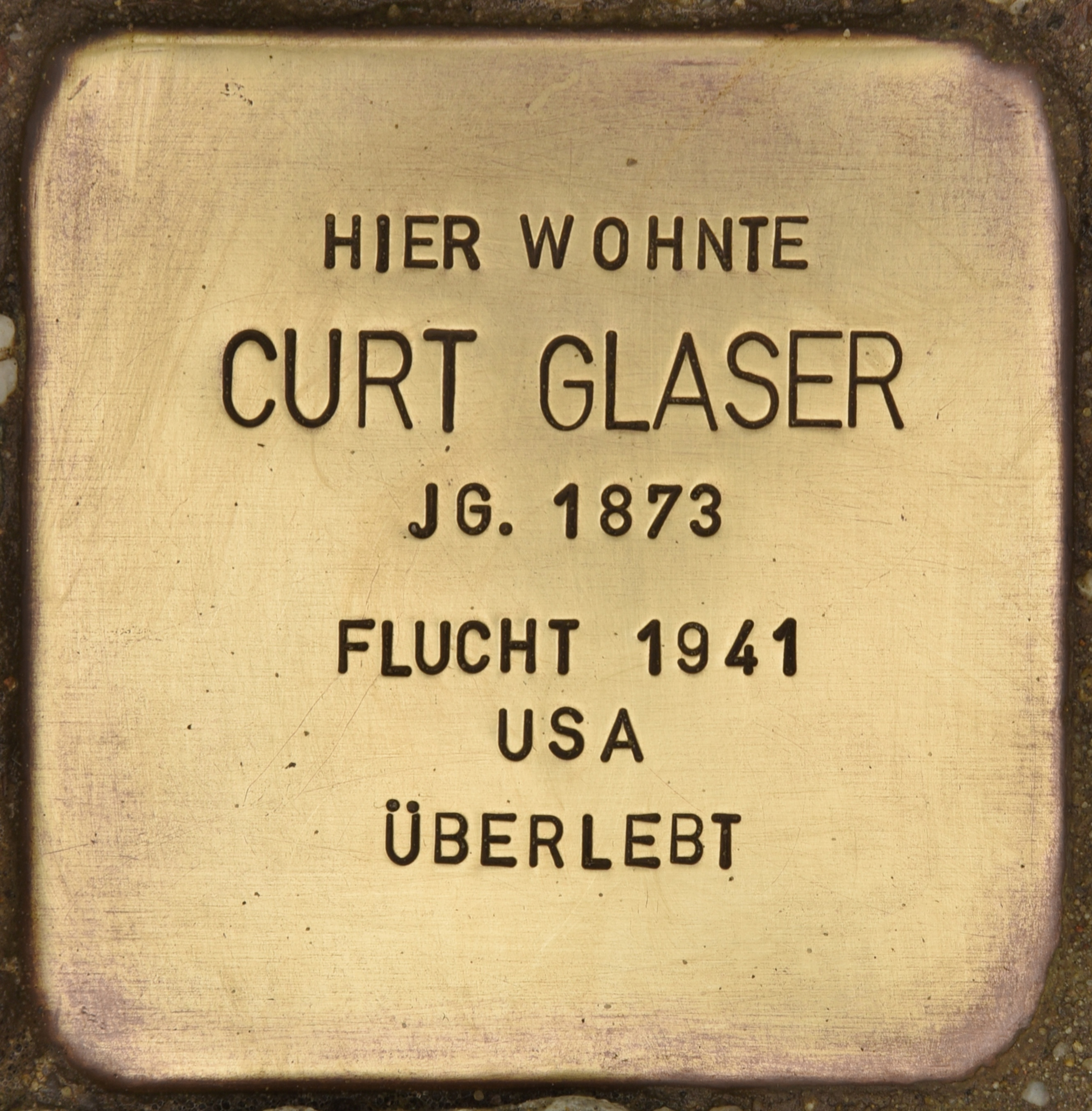
Stolperstein für Curt Glaser. Das Geburtsjahr 1873 ist nicht korrekt. Er wurde 1879 in Leipzig geboren.

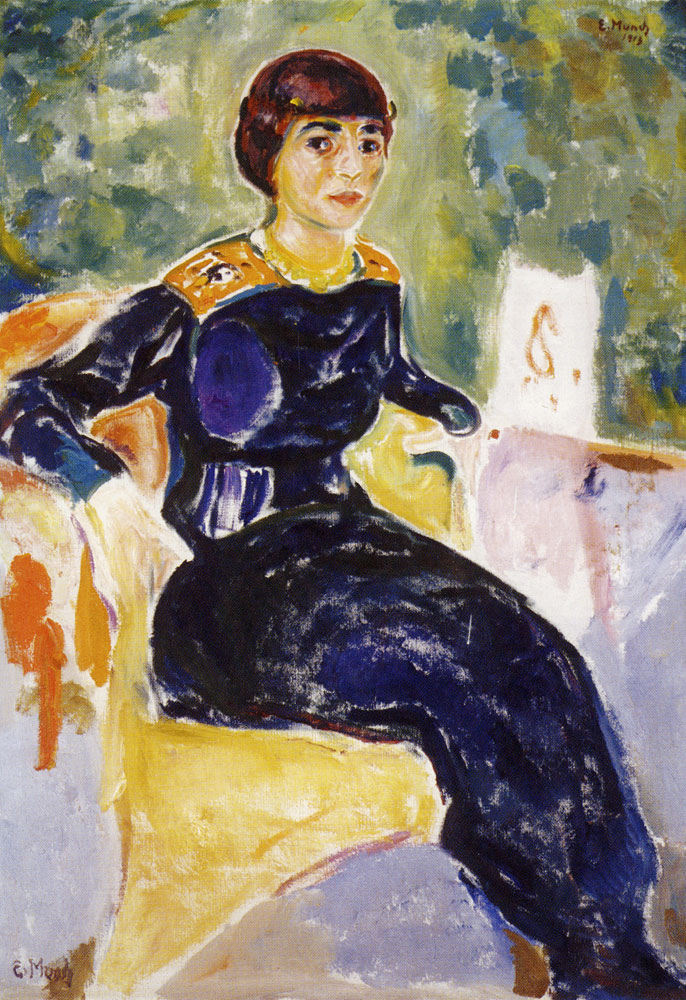
Elsa Glaser von Edvard Munch, 1913, Kunsthaus Zürich

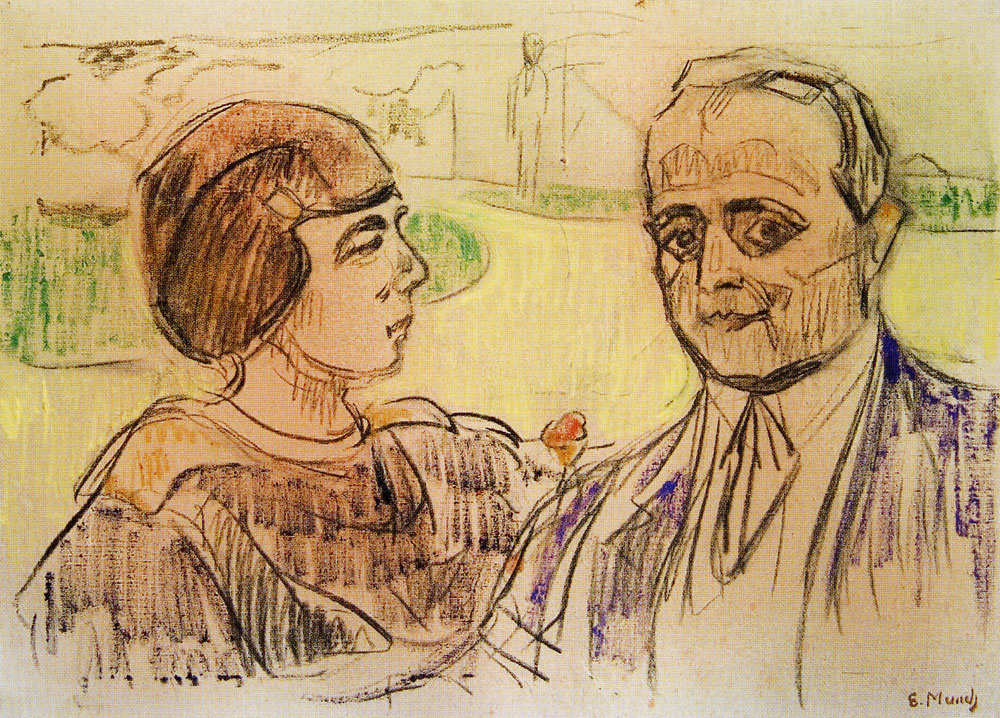
Elsa and Curt Glaser von Edvard Munch, 1913, Kunstmuseum Basel, Leihgabe der Erben von Ellen Milch Fischer und Gertrude Milch Meyer 2023

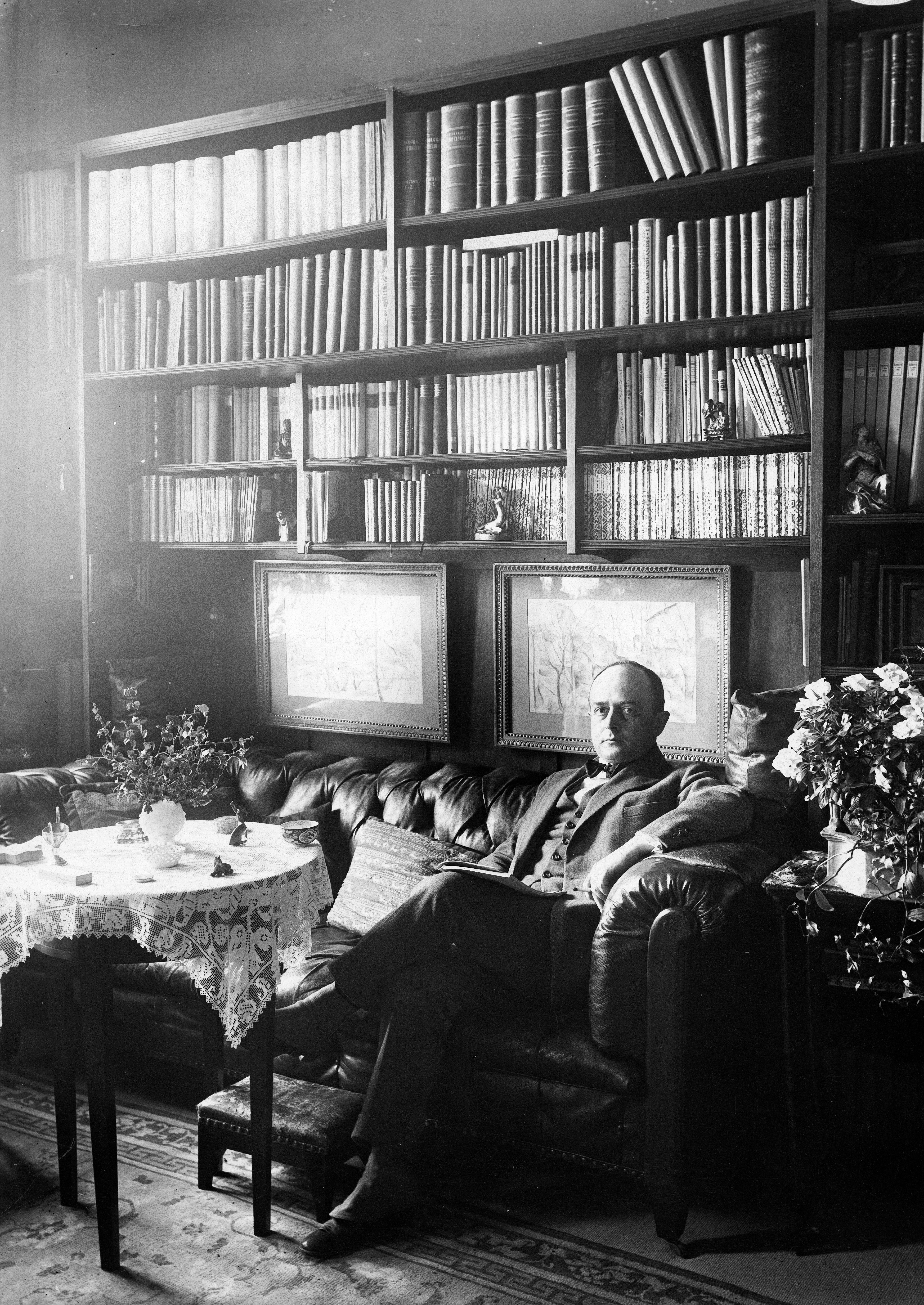
Curt Glaser in seiner Wohnung, 1923

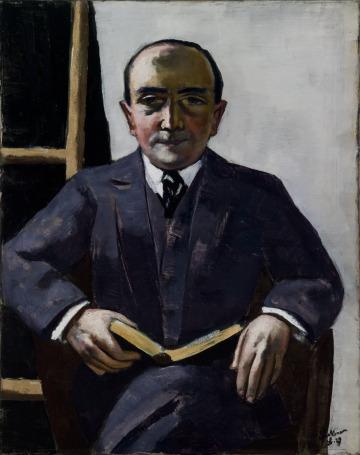
Porträt von Max Beckmann, 1929

Glasers Eltern, der Kaufmann Simon Glaser (1841–1904) und seine Frau Emma Glaser, geb. Haase (1854–1927), übersiedelten bald nach der Geburt ihres Sohnes nach Berlin. Glaser, jüdischen Glaubens geboren, trat etwa 1911 zum protestantischen Glauben über. Er hatte zwei Brüder, den Mediziner Felix Glaser (1874–1931) und den Kunsthändler Paul Glaser (1885–1946).
Curt Glaser wurde 1902 in Medizin in München promoviert und begann dann ein Studium der Kunstgeschichte in Freiburg, München, und Berlin, wo er 1907 bei Heinrich Wölfflin mit einer Arbeit über Hans Holbein d. Ä. ein weiteres Mal promoviert wurde. Als Arzt praktizierte er nur im Ersten Weltkrieg im militärischen Bereich.
1909 bis 1920 war er als wissenschaftlicher Hilfsarbeiter und Assistent und 1920 bis 1924 als Kustos am Berliner Kupferstichkabinett tätig. 1924 bis 1933 leitete er als Direktor die Berliner Kunstbibliothek, bis er Anfang Mai 1933 von den Nationalsozialisten aus dem Staatsdienst entfernt wurde, was der erste Schritt zu seiner Versetzung in den Ruhestand gemäß dem Gesetz zur Wiederherstellung des Berufsbeamtentums bedeutete.
1903 heiratete er Elsa Kolker aus Breslau (1878 oder 1879 bis 1932), Tochter des Industriellen und Kunstsammlers Hugo Kolker und die Cousine von Käte Kolker (1889–1945), der Ehefrau des Sammlers und Kunsthändlers Hugo Perls. Mit seiner Frau Elsa zusammen, die auch als Übersetzerin gearbeitet hat, baute er eine insbesondere im Bereich der zeitgenössischen Kunst bedeutende Sammlung unter anderem mit Werken von Max Beckmann, Ernst Ludwig Kirchner, Ernst Oppler, Henri Matisse und Edvard Munch auf. 
Nach dem frühen Tod seiner ersten Frau Elsa heiratete er 1933 Maria Milch (Tochter: Eva Renate 1935–1943) und emigrierte im Juni 1933 in die Schweiz. Zeitweise lebten die Glasers auch in Italien, wo Curt Glaser an einer Geschichte der italienischen Renaissance arbeitete. Das Ehepaar emigrierte 1941 über Kuba in die USA und ließ sich in New York nieder. Glaser starb nach längerer Krankheit, ohne im Exil noch einmal beruflich Fuß gefasst zu haben.
Als Kunsthistoriker setzte er sich für die Neubewertung der altdeutschen Kunst ein und gab zusammen mit Karl Scheffler die im Insel Verlag erschienene Reihe Deutsche Meister heraus. Gleichzeitig setzte er sich mit der zeitgenössischen Kunst auseinander und zählt zu den frühen Förderern der expressionistischen Kunst in Deutschland, wie auch zu den ersten Kunstwissenschaftlern, die sich mit der ostasiatischen Kunst beschäftigten.
Neben seiner wissenschaftlichen Tätigkeit schrieb Glaser von 1902 bis 1910 regelmäßig Kunstkritiken für die Tageszeitung Hamburgischer Correspondent. Seit 1909 trug er zu der von Karl Scheffler herausgegebenen Zeitschrift Kunst und Künstler bei und war parallel Berlin-Redakteur der Kunstchronik. Von 1918 bis 1933 war er der Kunstberichterstatter der Tageszeitung Berliner Börsen-Courier.

## Sammlung Curt Glaser
Curt Glaser hatte zusammen mit seiner ersten Ehefrau Elsa eine bedeutende Kunstsammlung mit Werken von der Renaissance bis zur Gegenwart aufgebaut. Vor seiner Flucht ins Exil sah er sich gezwungen, über das Berliner Auktionshaus Max Perl große Teile dieser Sammlung zu verkaufen. »Im Mai 1933 erwarb das Kunstmuseum Basel […] einen grossen Bestand aus dessen Sammlung.« Die Gemälde von Edvard Munch konnte er in die Schweiz bringen lassen, musste jedoch Werke im Laufe seiner Exilzeit an das Kunsthaus Zürich verkaufen.
Im Jahr 2012 einigten sich die Erben Glasers und die Stiftung Preußischer Kulturbesitz über die Aufteilung der von den Staatlichen Museen in Berlin gehaltenen Kunstwerke aus dem unter Wert versteigerten Besitz Glasers.
Am 9. Mai 2016 wurde in der Berliner Kunstbibliothek, Berlin-Tiergarten, Matthäikirchplatz 8, eine Gedenktafel enthüllt.

### NS-verfolgungsbedingt entzogenes Kulturgut
In der Schweiz umstritten sind Aufkäufe von 1933 durch das Kunstmuseum Basel auf den Perl-Auktionen in Berlin. Die Basler Zeitung ist 2018 der Ansicht, dass die Ankäufe keineswegs in gutem Glauben und zu Marktpreisen erfolgt sind, wie politische Kunstfunktionäre der Schweiz wie Michael Koechlin und Christoph Eymann es 2008 gutachterlich behauptet hatten. Die Zeitung zitiert mehrere Dokumente, nach denen die Schweizer Aufkäufer 1933 sehr wohl wussten, dass Glaser in einer Notlage war und damit die Bedingungen der Washingtoner Erklärung zur Raubkunst erfüllt sind, nach denen mit den Erben über eine Restitution von Raubkunst oder eine Entschädigung zu verhandeln ist. Belegbar hätten die durchaus zugänglichen Unterlagen allerspätestens 2010 den politischen Gutachtern von 2008 zur Verfügung gestanden. Die Zeitung hält die seinerzeitige vollständige Abwehr von Erbansprüchen mit deutlichen Worten für sachwidrig.
Im März 2020 einigten sich das Kunstmuseum Basel und die Erben von Curt Glaser auf eine faire und gerechte Lösung: Das Museum behält die Kunstwerke, entschädigte die Erben aber finanziell und durch eine umfangreiche Ausstellung über Curt Glaser, die sein Lebenswerk würdigte. Die Ausstellung fand vom 22. Oktober 2022 bis zum 12. Februar 2023 statt und trug den Titel „Der Sammler Curt Glaser – Vom Verfechter der Moderne zum Verfolgten“.

## Schriften
- Hans Holbein der Ältere (= Kunstgeschichtliche Monographien 11). Hiersemann, Leipzig 1908 (Digitalisat).
- Die Kunst Ostasiens. Der Umkreis ihres Denkens und Gestaltens. Insel Verlag, Leipzig 1913
- Zwei Jahrhunderte deutscher Malerei. Von den Anfängen der deutschen Tafelmalerei im ausgehenden 14. Jahrhundert bis zu ihrer Blüte im beginnenden 16. Jahrhundert. Bruckmann, München 1916
- Edvard Munch. Cassirer, Berlin 1917
- Der Holzschnitt. Von seinen Anfängen im 15. Jahrhundert bis zur Gegenwart. Cassirer, Berlin 1920
- Vincent van Gogh (= Bibliothek der Kunstgeschichte 9). E. A. Seemann, Leipzig 1921
- Lukas Cranach. Deutsche Meister. Insel, Leipzig 1921 Glaser, Curt Lukas Cranach
- Die Graphik der Neuzeit. Vom Anfang des 19. Jahrhunderts bis zur Gegenwart. Cassirer, Berlin 1922
- Eduard Manet: Faksimiles nach Zeichnungen und Aquarellen. Veröffentlichungen der Marées-Gesellschaft. Piper, München 1922
- Gotische Holzschnitte. Propyläen, Berlin 1923
- Paul Cézanne (= Bibliothek der Kunstgeschichte 50). E. A. Seemann, Leipzig 1923
- Hans Holbein d. J. Zeichnungen. Schwabe, Basel 1924
- Die Altdeutsche Malerei. Bruckmann, München 1924
- Ostasiatische Plastik, Band 11: Die Kunst des Ostens. Hrsg. William Cohn. Cassirer, Berlin 1925
- Japanisches Theater. Würfel, Berlin 1930
- Les peintres primitifs allmands du milieu du XIV.e siècle à la fin du XVe. van Oest, Paris 1931
- Amerika baut auf! Cassirer, Berlin 1932
- Zu Besuch bei Edvard Munch in Ekely – 1927. Meyer, Basel 2007, ISBN 978-3-905799-01-9

## Ausstellung
- 2022–2023: Der Sammler Curt Glaser. Vom Verfechter der Moderne zum Verfolgten. Kunstmuseum Basel, Neubau, Kuratorinnen: Anita Haldemann, Judith Rauser[15][9]

## Literatur

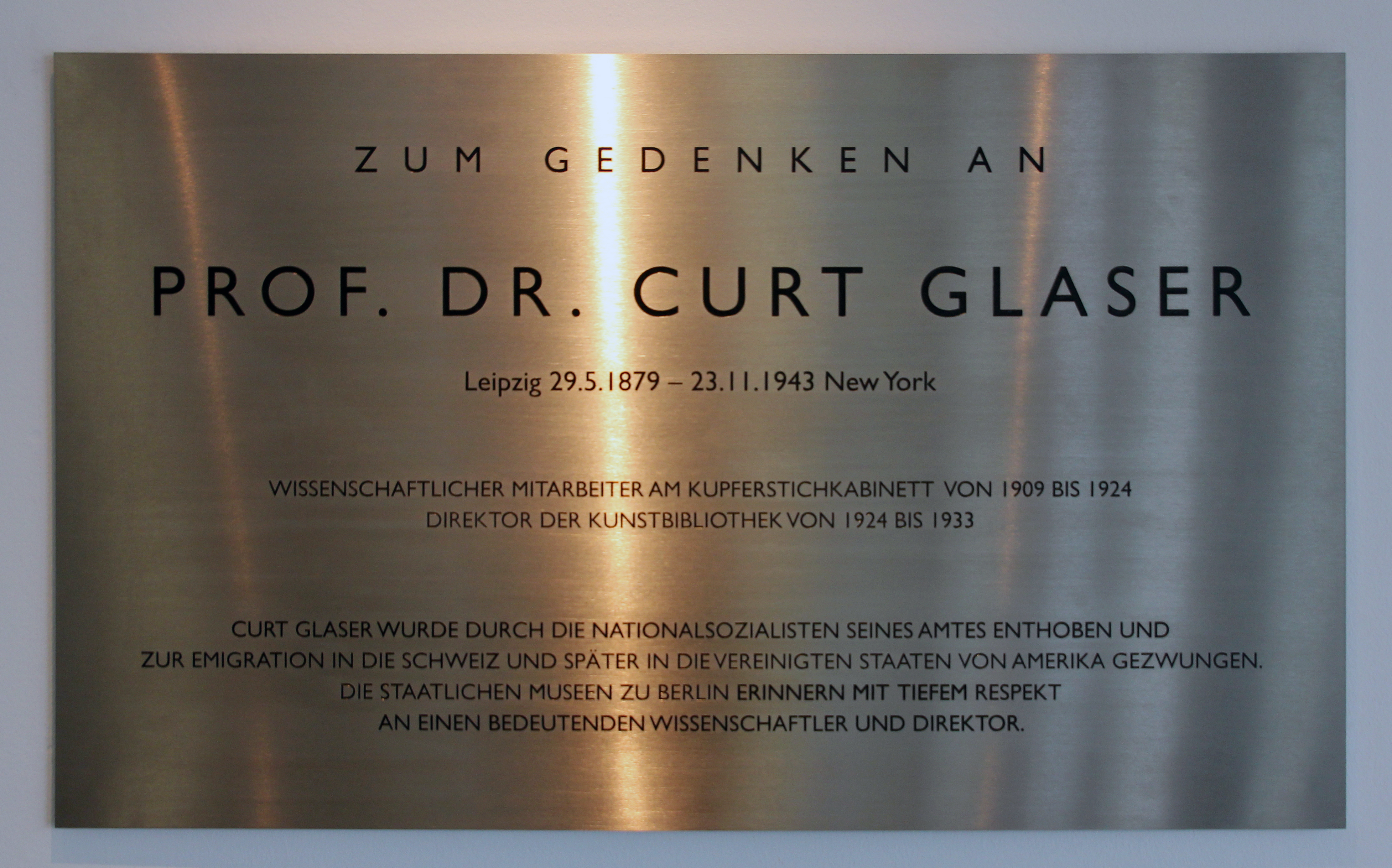
Gedenktafel Matthäikirchplatz 8, Berlin-Tiergarten

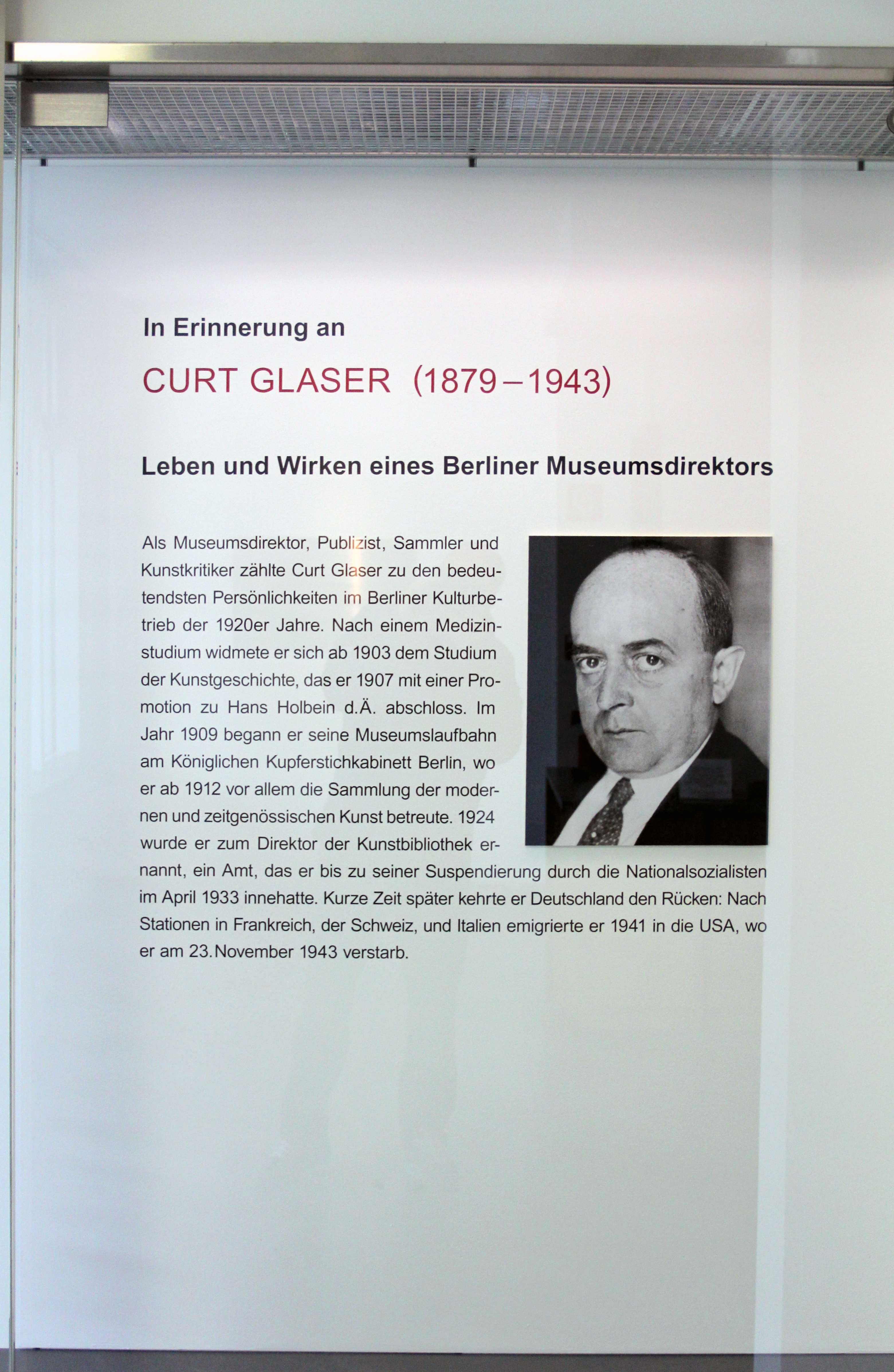
Gedenktafel Matthäikirchplatz 8, Berlin-Tiergarten